# باولي موري
آنا باولين "باولي" موري (بالإنجليزية: Pauli Murray)‏ (ولدت في عام 1910 وتوفّيت في عام 1985) هي أمريكية ناشطة في مجال حقوق الإنسان أصبحت فيما بعد محاميّة، وناشطة في مجال حقوق المرأة، وراهبة أنجيليكية، وكاتبة. أصبحت موري بسبب اهتمامها بالأمور الكهنوتيّة" أوّل امرأة أفريقيّة أمريكيّة تتلقّى تدريباً لتصبح كاهنة في الكنيسة الأنجيليكيّة في عام 1977، وهو العام الأوّل الذي تُعَيَّن فيه امرأة ما لتشغل أحد المناصب في تلك الكنيسة.
ولدت موري في مدينة بالتيمور بولاية ماريلند الأمريكيّة، وأصبحت في عمر مبكّر من حياتها بحكم اليتيمة، فنشأت في منزل جدّيها لوالدتها في مدينة درهام بولاية كارولينا الشماليّة. انتقلت موري عندما أصبحت في سنّ السادسة عشر إلى مدينة نيويورك بهدف الالتحاق بكلّيّة هانتر، وتخرجت منها في عام 1933 حاصلةً على درجة البكالوريوس في الآداب قسم اللغة الإنكليزيّة. في عام 1940 جلست موري مع صديقتها في القسم المخصّص لأصحاب البشرة البيضاء في موقف باص بولاية فرجينيا، وتمّ على إثر تلك الحادثة اعتقالهما معاً لانتهاكهما قوانين الولاية الخاصّة بالعزل القائم على أساس لون البشرة. دفعتها هذه الحادثة ومشاركتها اللاحقة في «الرابطة الاشتراكيّة للدفاع عن العمّال» إلى متابعة العمل للوصول إلى هدف حياتها المهنيّة بالعمل كمحاميّة حقوق مدنيّة. التحقت موري بكلّيّة الحقوق في جامعة هوارد حيث أدركت هناك أيضاً حالة التحيّز القائم على الجنسانيّة، وهو ما أطلقت عليه موري اسم «جين كرو» في إشارة إلى قوانين جيم كرو التي عزّزت من الفصل العنصريّ في الولايات الأمريكيّة الجنوبيّة. تخرّجت موري من كلّيّة الحقوق وكانت الأولى على دفعتها، ولكنّها حُرمت من فرصة الالتحاق ببرنامج الدراسات العليا في جامعة هارفرد بسبب نوعها الاجتماعي (الجندر). حصلت باولي موري على درجة الماجستير في الحقوق من جامعة كاليفورنيا بركلي، وأصبحت في عام 1965 أوّل امرأة أمريكيّة أفريقيّة تحصل على شهادة الدكتوراه في العلوم القانونيّة من كلّيّة ييل للحقوق.
دافعت موري، بصفتها محاميّة، عن الحقوق المدنيّة وطالبت بإعطاء المرأة حقوقَها. أطلق كبير المستشارين القانونيّين لـ "الجمعيّة الوطنيّة للنهوض بالملوّنين، (NAACP)" على كتاب موري الذي يحمل اسم "قوانين الدّولة المتعلّقة بالعرق واللّون" لقبَ إنجيل حركة المطالبة بالحقوق المدنيّة. عملت موري بين عامي 1961 و1963 كرئيسة للّجنة الرئاسيّة لحالة المرأة، بعدما عُيّنت من قبل جون كينيدي. ساهمت موري في عام 1966 في تأسيس المنظّمة الوطنيّة للمرأة. وصفت روث بادر غينسبيرغ موري أنّها مشاركة في تأليف موجز لقضيّة عام 1971 التي باتت تُعرف بقضيّة "ريد ضدّ ريد"، وذلك إقراراً منها بعمل موري الرائد في مجال التمييز الجنسانيّ. وضّحت هذه القضيّة "فشل المحاكم في الاعتراف بالتمييز القائم على الجنس كما هو، والاعتراف بخصائصه المشتركة مع أنواع التمييز التعسّفيّ الأخرى “تقلّدت موري مناصب تدريسيّة أو إداريّة في كلّيّة غانا للحقوق، وكلّيّة بينيديكت، وفي جامعة برانديز. 
تخلّت موري في عام 1973 عن العمل الأكاديميّ مقابل قيامها بنشاطات مرتبطة بالكنيسة الأسقفيّة الأمريكيّة. نُصّبت في عام 1977 ككاهنة، وكانت واحدة من الجيل الأول من النساء اللاتي أصبحن كاهنات. عانت موري في سنّ الرشد من قضايا تخصّ هويّتها الجنسيّة والجندريّة، فكانت تصف نفسها أنّها «تملك غريزة جنسيّة معكوسة»، تزوّجت لفترة قصيرة جدّاً من رجل وتطلّقت بعدها، وحظت أيضاً بالعديد من العلاقات العميقة مع النساء، أمضت موري بعض الأوقات في سنّ مراهقتها كصبيّ، وصفها أحد كتّاب السيرة الذاتيّة في عام 2017 بأنّها متحوّلة جنسيّاً.
بالإضافة إلى عملها القانوني وعملها في مجال الدعوة، فقد نشرت موري كتابي سيرة ذاتيّة حصلا على استحسان من القرّاء، ونشرت أيضاً مُجلّداً من الشعر، أُعيد نشر هذا المجلّد باسم «وصيّة مظلمة» في عام 2018.

## الحياة المبكّرة
ولدت موري في مدينة بالتيمور في ولاية ميريلاند الأمريكيّة في 20 نوفمبر/ تشرين الثاني من عام 1910، وكان لكلّ من عائلتي أبيها وأمّها أصولاً عرقيّةً مختلطة، فلديها أصول تعود إلى عبيد سود، وأصول أخرى تعود إلى مالكي عبيدٍ بيض البشرة، وأخرى تعود إلى الأمريكيّين الأصليّين، وأخرى تعود إلى زنوج أحرار، ولها أيضاً أصولاً أيرلنديّة. وُصفت السمات المتنوّعة للون بشرة عائلتها على أنّها «أمم متّحدة مصغرة». كان والدا موري الاثنين (المعلّم المدرسي ويليام إتش موري والممرّضة آنجيز (فيتزغيرالد) موري) مصنّفين على أنّهما أسودان. توفّيت أنجيز في عام 1914 بعد إصابتها بنزف دماغي عندما كانت طفلتها في الثالثة من العمر. حصل الأقارب على حضانة الأطفال بعد أن بدأت تظهر عند الأب ويليام أعراض مشاكل عاطفيّة بسبب إصابته بحمّى التيفوئيد. أُحيل ويليام إلى موسّسة خاصّة بالأمراض النفسيّة، ولكنّه لم يتلقّ فيها أيّ علاج ذي قيمة.
أُرسلت باولي موري عندما كانت في الثالثة من العمر إلى قرية دورهام في ولاية كارولينا الشماليّة لتعيش مع عائلة والدتها. تكفّلت خالتاها المدرّستان سارة فيتزغيرالد وباولين فيتزغيرالد ديم بتربية موري، بالإضافة إلى جدّيها روبيرت وكارنيليا (سميث) فيتزغيرالد. التحقت موري مع عائلة أمّها بكنيسة القدّيس تيتوس الأسقفيّة، الكنيسة التي اعتادت والدة موري أن ترتادها قبل ولادة طفلتها. توفّي والد باولي، الذي أُحيل إلى مستشفى ماريلاند الخاصّة بالأمراض العقليّة للزنوج، في عام 1923، وذلك إثر تعرّضه للضرب على يد حارس من أصحاب البشرة البيضاء، كانت موري تنوي إنقاذه من مشفى الأمراض العقليّة عند بلوغها للسنّ القانونيّ، ولكنّه توفّي عندما كانت في سنّ الثالثة عشر.
عاشت موري في دورهام إلى أن أصبحت في سنّ السادسة عشرة، حيث انتقلت حينها إلى نيويورك لإنهاء تعليمها الثانويّ والاستعداد للجامعة، عاشت موري مع عائلة بنت عمّها مود، كانت العائلة في تلك الفترة في طور الانتقال إلى العرق الأبيض في الحيّ الذين يعيشون فيه، والذي يقطنه سكّان من ذوي البشرة البيضاء. سبّب وجود موري إحراجاً لمود أمام جيرانها، وذلك لأنّ لون بشرة موري كان أكثر وضوحاً وأكثر دلالة على امتلاكها لأصولٍ تعود إلى الأفارقة الأمريكيّين، تخرّجت موري من مدرستها الثانويّة في عام 1927 وحصلت على شهادة الدبلوم الثانية بدرجة شرف، والتحقت بعدها بكلّيّة هانتر واستمرّت بتلقّيها التعليم هناك لمدّة سنتين. 

تزوّجت ماري من ويليام روي وين المعروف باسم «بيلي ويت» بالسرّ في 30 من شهر نوفمبر/ تشرين الثاني من عام 1930، ولكنّها سرعان ما ندمت على ذلك. كتبت المؤرّخة روزاليند روزنبرغ: 
كان شهر العسل الذي قضاه الزوجان في فندق رخيص في الغرب كارثيّا، عزت موري سبب فشل الرحلة إلى فقرهما وصغر سنّهما، ولكنّ الحقيقة كانت أكثر تعقيداً كما وصفتها باولي موري بعد عدّة سنوات في مذكّرات خاصّة بها، فقد شعرت بالنفور من ممارسة العلاقة الجنسيّة، فجزء منها كان يريد أن يكون امرأة «عاديّة» ولكنّ الجزء الآخر كان يقاوم. كانت تتساءل دائماً «لماذا أشعر بمقاومة ما في داخلي عندما يرغب أيّ رجل بممارسة الجنس معي؟» 
قضت موري بضعة أشهر فقط مع وين قبل أن يغادر كلّ منهما القرية. لم يرَ أحدهما الآخر مرّة أخرى إلى أن تواصلت موري مع وين لدعوته إلى فسخ عقد الزواج في 26 من شهر مارس/ آذار من عام 1949.